# 西第縣
西第縣是印度的一個縣，位於該國中部，由中央邦負責管轄，面積10,536平方公里，識字率為66.09%，人口在2001至2011年期間增長23.66%，2011年人口1,126,515，人口密度每平方公里107人。

## 外部連結
- Sidhi District
- （页面存档备份，存于） list of places in Sidhi

24°25′00″N 81°53′00″E / 24.4167°N 81.8833°E